# LMS (Unternehmen)
LMS International war ein Anbieter von Simulationssoftware und Entwicklungsdienstleistungen. Das 1980 gegründete Unternehmen mit Hauptsitz in Löwen in Belgien war mit über 1150 Mitarbeitern global tätig. Ende 2012 wurde LMS von Siemens übernommen.

## Hintergrund
LMS war Partner für Unternehmen der Automobilindustrie, Luft- und Raumfahrt und anderer Herstellungsindustrien, die ihre Produkte optimieren möchten. LMS bot diesen Unternehmen Lösungen für die Bewertung verschiedener Eigenschaften mechanischer Systeme an. Zu diesen Eigenschaften gehören Akustik, Vibrationen, Schwingungen, Betriebsfestigkeit und Dynamik sowie die physikalische Modellierung des Verhaltens mechatronischer Systeme. 
Die LMS Deutschland GmbH war eine Tochter der LMS International NV. Die deutsche Hauptniederlassung befand sich in Kaiserslautern. Der Standort Kaiserslautern erstellte Softwarelösungen im CAE- und Testbereich zur Betriebsfestigkeitsanalyse. Neben der Softwareentwicklung wurden durch die Bereiche Customer Service und Engineering Service auch Dienstleistungen für die Lebensdauer- und Betriebsfestigkeitsanalyse angeboten. Die Standorte Leonberg und München waren verantwortlich für Service und Vertrieb innerhalb Deutschlands. Weitere deutsche Niederlassungen befanden sich in Göttingen und Hamburg.

## Geschichte
LMS entstand 1980 aus dem Fachbereich Maschinenbau der belgischen Universität Löwen.
Zunächst war das Unternehmen auf die Bereiche Akustik und Schwingungen sowie Prototypentests spezialisiert.
1983 entwickelte LMS sein erstes computergestütztes Messsystem. Im Jahr 1987 brachte LMS eine neue Generation von Messsystemen auf der Basis von Unix-Workstations auf den Markt. 
In den Achtzigerjahren vergrößerte sich das Unternehmen durch ein internationales Netz aus Zweigstellen und Vertriebsbüros. Die ersten Niederlassungen entstanden in den europäischen Zentren des Fahrzeugbaus: Deutschland, Frankreich, Italien und Großbritannien. 1988 kam ein Büro in den USA hinzu.
Als virtuelle Tests und Simulationen branchenweit immer wichtiger wurden, setzte LMS auf Innovation und bot Lösungen für Tests als auch für Simulationen an, mit denen sich zentrale Aufgaben in der Fahrzeugentwicklung lösen lassen. In den Neunzigerjahren entstanden zusätzliche Büros in Fernost. 
LMS expandierte in erster Linie durch Zukäufe von Lieferanten und Wettbewerbern.
2007 erwarb LMS die Firma Imagine. Das Produktangebot von LMS umfasste nun multidisziplinäre CAE-Simulation. Damit war LMS der einzige Anbieter auf dem Markt mit einer kompletten Softwareplattform zur Modellierung und Simulation mechatronischer Systeme in Fahrzeugen, Flugzeugen und anderen komplexen mechanischen Produkten.  
Im Jahr 2010 übernahm LMS Emmeskay, einen globalen Anbieter moderner Simulationslösungen für die modellbasierte Systementwicklung (MBSE). Dieser Zukauf bildete einen wichtigen Meilenstein für LMS. Er ergänzte die Lösungen von LMS für die multidisziplinäre Systemsimulation mit neuen Anwendungen und Services für die modellbasierte Produktentwicklung und festigte die Position von LMS als weltweit führendes Unternehmen für die technische Produktentwicklung mit einem Portfolio aus Test- und Simulationssoftware und zugehörigen technischen Dienstleistungen.
2011 schloss sich LMS mit Samtech zusammen. Samtech war ein Anbieter in der CAE-Branche und Entwickler der Finite-Elemente-Analyse-Software (FEA). 
Ende 2012 wurde LMS International von Siemens übernommen. LMS Lösungen werden weiterhin (Stand September 2018) von Siemens als Teil des 'Product Lifecycle Management' Produktportfolios vermarktet.

## Produkte
- LMS Imagine.Lab AMESim

Simulationsplattform zur Analyse multidisziplinärer, intelligenter Systeme und zur Berechnung und Optimierung ihrer Performance in unterschiedlichen Disziplinen
- LMS Virtual.Lab

Softwaresuite, mit der sich das Verhalten mechanischer Systeme im Hinblick auf strukturelle Integrität, Akustik und Schwingungsverhalten, Betriebsfestigkeit, Systemdynamik, (zum Beispiel Fahrverhalten und Handling; dynamisches Bewegungsverhalten) und andere Eigenschaften simulieren und optimieren lässt
- LMS Test.Lab

Integrierte, skalierbare Softwaresuite mit einer einheitlichen Plattform für testbasierte Entwicklung.
- LMS TecWare

Software zur Auswertung von Betriebsmessungen
- LMS SCADAS

Hardware zur Datenerfassung für Mobil- und Labormessungen
- LMS Test.Xpress

Analysesoftware für Akustik und Schwingungen, tragbares System für Datenerfassung und -analyse
- LMS Sensys.

Es kann als Bildungs-Unternehmensportal fungieren. Создана на базе LMS Moodle.